# Dekanat Brisbane East
Dekanat Brisbane East – jeden z 13 dekanatów rzymskokatolickiej archidiecezji Brisbane w Australii. 
Według stanu na wrzesień 2016 w skład dekanatu wchodziło 11 parafii rzymskokatolickich. 

## Lista parafii
Źródło:
| Lp. | Miejscowość       | Parafia                                         | Grafika | Kościół                                                             | Adres                                 |
| --- | ----------------- | ----------------------------------------------- | ------- | ------------------------------------------------------------------- | ------------------------------------- |
| 1   | Coorparoo         | Parafia Najświętszej Maryi Panny z Góry Karmel  |         | Kościół Najświętszej Maryi Panny z Góry Karmel w Coorparoo          | 312 Cavendish Rd Coorparoo 4151       |
| 2   | Bulimba           | Parafia Świętych Apostołów Piotra i Pawła       |         | Kościół Parafia Świętych Apostołów Piotra i Pawła w Bulimba         | 25 Main Avenue Bulimba 4171           |
| 3   | Camp Hill         | Parafia św. Tomasza Apostoła                    |         | Kościół św. Tomasza Apostoła w Camp Hill                            | 31 Perth Street Camp Hill 4152        |
| 4   | Cannon Hill       | Parafia św. Olivera Plunketta                   |         | Kościół św. Olivera Plunketta w Cannon Hill                         | 21 Beauvardia Street Cannon Hill 4170 |
| 5   | Carina            | Parafia Matki Bożej Łaskawej                    |         | Kościół Matki Bożej Łaskawej w Carina                               | 100 Mayfield Road Carina 4152         |
| 6   | Coorparoo Heights | Parafia Najświętszej Maryi Panny Królowej Nieba |         | Kościół Najświętszej Maryi Panny Królowej Nieba w Coorparoo Heights | 81 Waverley Rd Camp Hill 4152         |
| 7   | Coorparoo         | Parafia św. Jakuba Apostoła                     |         | Kościół św. Jakuba Apostoła w Coorparoo                             | 165 Old Cleveland Road Coorparoo 4151 |
| 8   | East Brisbane     | Parafia św. Tomasza Becketa                     |         | Kościół św. Tomasza Becketa w East Brisbane                         | 81 Mowbray Terrace East Brisbane 4169 |
| 9   | Greenslopes       | Parafia św. Marona                              |         | Kościół św. Marona w Greenslopes                                    | 29 Bunya Street Greenslopes 4102      |
| 10  | Kangaroo Point    | Parafia św. Józefa                              |         | Kościół św. Józefa w Kangaroo Point                                 | 81 Mowbray Terrace East Brisbane 4169 |
| 11  | Woolloongabba     | Parafia Opieki Matki Bożej                      |         | Kościół Opieki Matki Bożej w Woolloongabba                          | 36 Broadway Street Woolloongabba 4102 |